# Kamienica przy ulicy Retoryka 3 w Krakowie
Kamienica przy ulicy Retoryka 3 – zabytkowa kamienica znajdująca się w Krakowie, w dzielnicy I przy ulicy Retoryka, na Nowym Świecie.
Kamienica została wzniesiona w latach 1891–1893 według projektu architekta Teodora Talowskiego. W latach 1994–1995 odbył się remont budynku.
10 lutego 1972 kamienica została wpisana do rejestru zabytków. Znajduje się także w gminnej ewidencji zabytków.